# ヘラクレスとオンファレ (カヴァッリーノ)
『ヘラクレスとオンファレ』（伊: Ercole e Onfare、英: Hercules and Omphale）は、イタリアのバロック期のナポリ派の画家ベルナルド・カヴァッリーノが1640年ごろ、キャンバス上に油彩で制作した絵画である。画家の作品でも世俗的主題を扱った珍しいもので、ギリシア神話の英雄ヘラクレスの逸話を表している。1957年以前にローマのアッロメッロ (Allomello)・コレクションにあった作品で、スイスの個人の所有を経て、2000年に東京の国立西洋美術館に購入された。現在、同美術館に収蔵されている。

## 作品
カヴァッリーノは、17世紀前半のナポリ絵画黄金時代を代表する画家の1人である。その生涯についてはほとんど記録が残っておらず、おそらく1656年の腺ペスト禍で亡くなったと思われる。18世紀の伝記によれば、マッシモ・スタンツィオーネに学び、アンドレア・ヴァッカーロの助言で個人収集家向けの小規模の作品制作に特化した。事実、カヴァッリーノの作品の多くは宗教的主題の小型作品であるが、例外的に大規模のキャンバスに神話的主題の作品を手掛けることもあった。本作はそうした作例の1つである。
主題は、12の難行を終えた英雄ヘラクレスがリュディアの女王オンファレのもとで糸紬の労働をさせられるというものである。肉体に自信のあるヘラクレスも女性の仕事である糸紬に難儀していると見え、その不器用さを当時の普通の女性たちのように表されている人物たちによって嘲笑されている。しかし、この出会いがきっかけでヘラクレスはオンファレと恋に落ちる。その行く末を陰から姿を見せている、不安げな表情のアモールが暗示している。ヘラクレスの粗野な肉体描写には、当時ナポリで活躍していたスペイン人画家ホセ・デ・リベーラ（1591-1652年）の影響が認められる。
本作には、ナポリのカラヴァッジョ様式の絵画に特徴的な画面を照らすコントラストの強い斜光に加え、あまり成功しているとはいいがたい画面構成が見られ、カヴァッリーノの比較的早い時期の1640年ごろに描かれたと推測できる。一方、オンファレの衣服や足などの細部に見られる優雅さ、ビロードの高貴な色調、そして何よりも独創的な主題解釈にカヴァッリーノの特徴が表れているといえる。